# Tarlati

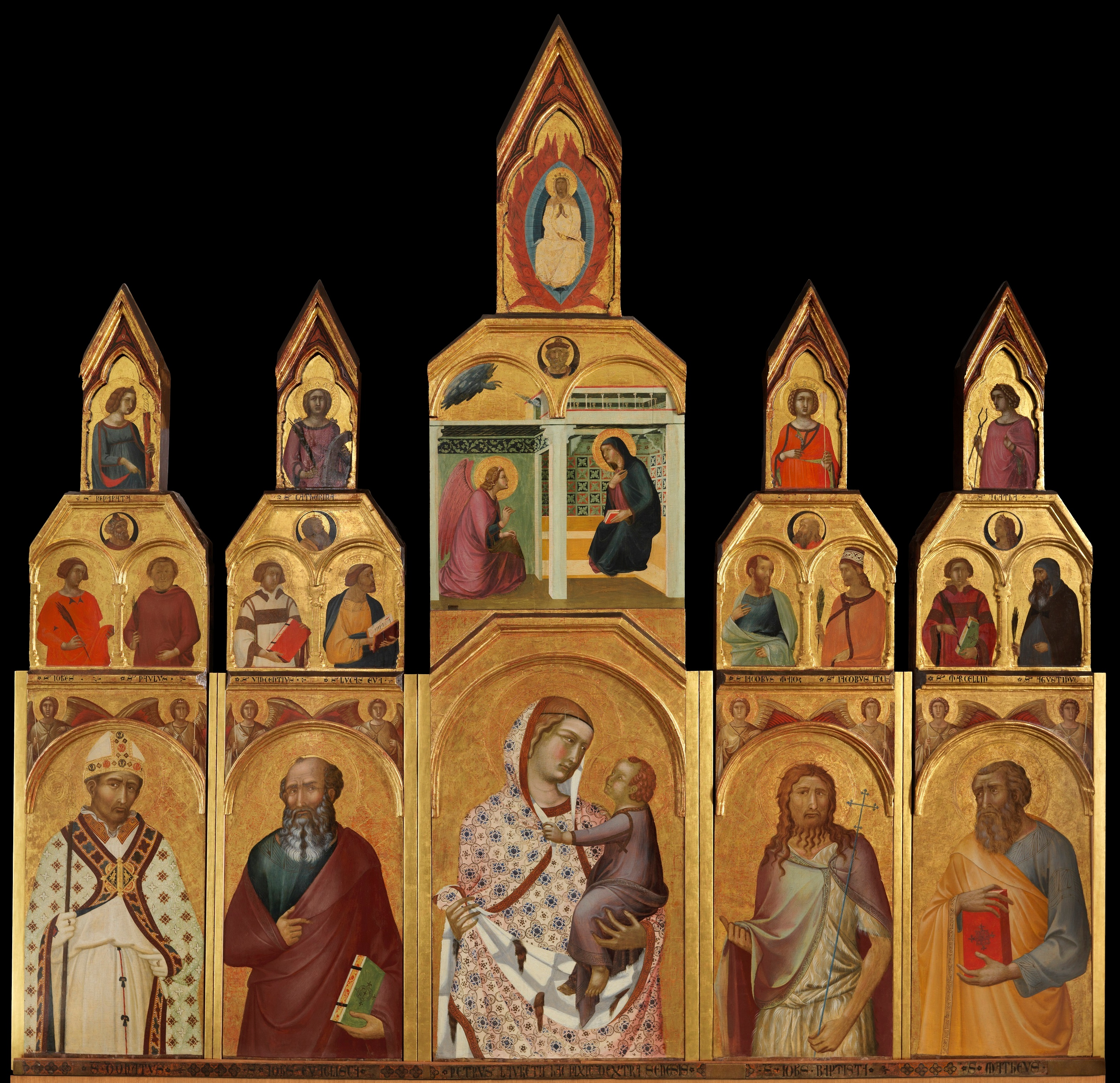
Pietro Lorenzetti, Polittico Tarlati, 1320

I Tarlati furono una nobile famiglia aretina di parte ghibellina, principi di Arezzo e di Città di Castello.
Di origini longobarde, ebbe come capostipite Tenzone da Colle. La roccaforte di Pietramala (tra Arezzo e Anghiari) fu la residenza di questa famiglia e venne distrutta dai fiorentini nel 1385.

## Personaggi illustri
- Tarlato Tarlati (XIII secolo), podestà di Pisa, podestà e capitano di Forlì
- Simone Tarlati (XIII secolo), podestà di Siena, di Forlì e di Sansepolcro
- Maso Tarlati da Pietramala, podestà di Forlì nel 1296
- Guccio dei Tarlati (XIII secolo), signore di Pietramala, citato da Dante nel Purgatorio - Canto sesto
- Guido Tarlati (?-1327), vescovo
- Pier Saccone Tarlati (1261-1356), condottiero
- Tarlatino Tarlati (?-1348), vicario imperiale di Pisa[1]
- Galeotto Tarlati (1335 circa-1400 circa), cardinale

## Arma
D'azzurro, a sei quadrati d'oro, 3.2.1, con il capo dell'Impero.